# 장혜지
장혜지(1997년 8월 7일~)는 대한민국의 컬링 선수이다. 이기정과 함께 믹스더블 종목 국가대표로 활동 중이며, 경북체육회 소속이다.

## 경력
1997년 경상북도 의성군에서 태어났으며, 컬링 고등부로 유명한 의성여자고등학교를 나왔다. 이후 컬링 여자 국가대표팀 선수로 활약했다.
2016년 2월, 남자 국가대표 이기정과 함께 대한민국 사상 첫 컬링 믹스더블 국가대표팀을 결성하였다. 같은해 열린 세계 믹스더블 선수권대회에서는 최초로 16강 진출에 성공하였다. 2017년 세계선수권대회에서는 종합 7위를 차지하였다. 같은해 8월 뉴질랜드 대회에서는 예선에서 7전 전승을 거두었으나 토너먼트에서 탈락해 4위를 기록하였고, 지난달 스위스 베른에서 열린 컬링 투어대회에서 4위를 기록하였다. 2017년 세계 믹스더블 컬링 선수권대회에서 이기정과 함께 종합 7위를 차지하였다.
2018년 동계 올림픽 컬링 믹스더블 (혼성 종목) 경기에서 이기정 선수와 함께 대한민국 국가대표로 출전하였다. 장혜지는 해당 경기 최연소 선수이기도 했다. 2월 8일 예선 1차전 경기에서 핀란드팀과 만나 9-4로 제압하였고, 7세트만에 핀란드 측의 기권 선언으로 첫승을 거뒀다. 2차전에서는 중국팀과 만나 초반에 대량 실점을 허용하였으나 추격 끝에 8세트 7-7의 동점을 얻어내었다. 그러나 9세트 연장전에서 중국팀의 1점승으로 패배하고 말았다. 2월 9일 3차전 노르웨이와는 3-8로 패배했으나, 4차전에서 미국을 9-1로 완파하였다. 2월 10일 5차전 러시아, 6차전 스위스에서 연패를 당했으며 7차전 캐나다와의 예선 마지막 경기에서도 3-7로 졌다. 최종순위는 공동 6위로 4강 진출에 실패하였다.